# Effie Gray (película)
Effie Gray es una película británica de género dramático dirigida por Richard Laxton, estrenada en octubre de 2014 y en abril de 2015 para el público en general. El estreno de la película se retrasó por demandas que alegaban que el guion, escrito por Emma Thompson, plagiaba dramatizaciones anteriores de la misma historia. Los casos fueron ganados por Thompson. 
Su tema es el triángulo amoroso que involucra al crítico de arte victoriano John Ruskin (interpretado por Greg Wise), su esposa, Eufemia «Effie» Gray (Dakota Fanning), y el artista prerrafaelita John Everett Millais (Tom Sturridge). Emma Thompson también aparece en la película como Elizabeth Eastlake.

## Argumento
En la secuencia precréditos, Effie Gray está caminando por un jardín; habla de un cuento de hadas en el que una chica se casó con un hombre de padres malvados. Después de los créditos, se ve el matrimonio de Effie con John Ruskin en Perth, Escocia. La pareja viaja a Londres para estar con los padres de John. Effie pronto comienza a sentirse aislada, sobre todo porque es menospreciada en varias ocasiones por la madre de John. Su angustia se ve agravada por el hecho de que su marido no muestra ningún interés en consumar el matrimonio, y se niega a discutir el tema.
En la Royal Academy of Arts, John y Effie asisten a una cena en la que hay un acalorado debate sobre el nuevo movimiento artístico prerrafaelita, con el cual John simpatiza. Ruskin convence a Sir Charles Eastlake, el presidente de la Academia, de permitir que los jóvenes artistas expongan sus cuadros. Mientras, Effie atrae la atención de la esposa de Sir Charles, Elizabeth. Cuando los Eastlake visitan a los Ruskin, Elizabeth ve cuán angustiada se encuentra Effie en la atmósfera represiva de la familia de su marido.
Cuando viajan a Venecia, donde John investiga para su nuevo libro "Las piedras de Venecia", Effie espera que mejoren las cosas. Pero al llegar, John se sumerge en el estudio de los muchos monumentos históricos, dejando a Effie en compañía de Rafael, un joven italiano. Effie disfruta de la vida de la ciudad, pero se angustia cuando Rafael intenta seducirla; su marido parece ajeno a la situación.
Effie teme el regreso a la familia de Ruskin. De vuelta en casa, sufre una serie de dolencias nerviosas. Su médico le aconseja aire fresco, y más atención por parte de su marido. John dice que ahora viajarán a Escocia, en donde Everett Millais, uno de los prerrafaelitas, pintará su retrato. Una vez allí, Millais se hace amigo de Effie, sintiéndose cada vez más indignado por la actitud desdeñosa de John hacia ella. También se avergüenza profundamente cuando John, de visita en Edimburgo, los deja solos durante varias noches. A la postre, Effie y Everett se enamoran. Cuando John regresa, le dice a Effie que debe volver con él a Londres. Everett la convence para que busque a alguien de su confianza para que le acompañe y le ayude a explorar opciones para el divorcio. Effie trae su hermana Sophy, alegando que la joven quiere ver la capital.
En Londres, Effie visita a Elizabeth Eastlake; le confiesa que todavía es virgen, y que John le dijo que no se sintió atraído por su cuerpo en su noche de bodas. Elizabeth le aconseja buscar asesoramiento legal. Effie es examinada por un médico, quien confirma su virginidad; tras esto, su abogado le anuncia que el matrimonio puede ser anulado. Effie se va para Escocia, supuestamente para acompañar a su hermana, pero en realidad para dejar a John para siempre. Antes de irse de Londres, visita a Everett, con quien se comunica solo a través de su hermana; él dice que la esperará. 
La familia de Ruskin se horroriza cuando el abogado de Effie llega con un recurso de anulación del matrimonio, apelando a la impotencia de John. A medida que se desplaza hacia el norte, Effie sonríe.

## Recepción
Effie Gray ha recibido críticas mixtas de los críticos. En Rotten Tomatoes, la película tiene una calificación de 41%, basado en 70 críticas, con una calificación promedio de 5.6 / 10. consenso crítico del sitio dice: "Effie Gray beneficios de su fuerte elenco, elevando un drama de época que no golpee tan muchas chispas narrativa como podría." En Metacritic, la película tiene una puntuación de 54 sobre 100, basado en 24 críticos, lo que indica "críticas mixtas o de la media".
- Datos: Q4533293